# Oberamt Künzelsau

Karte der württembergischen Oberämter, Stand 1926

Das Oberamt Künzelsau war ein württembergischer Verwaltungsbezirk (auf beigefügter Karte # 26), der 1934 in Kreis Künzelsau umbenannt wurde und 1938 einige seiner Gemeinden an Nachbarkreise abgeben musste, aber als Landkreis Künzelsau weiter bestand. Allgemeine Bemerkungen zu den württembergischen Oberämtern siehe Oberamt (Württemberg).

## Geschichte

Oberamt Künzelsau, Gebietsstand 1813, mit den früheren Herrschafts- und Ämtergrenzen
Legende

Das Oberamt setzte sich ausschließlich aus Territorien zusammen, die Württemberg im Rahmen der Säkularisation, der Mediatisierung und der Rheinbundakte zwischen 1802 und 1806 zugefallen waren. Einer seiner Vorläufer war das 1803 aus dem Gebiet des aufgehobenen Klosters Schöntal formierte Oberamt Schöntal. Aus den 1806 erworbenen ehemals hohenlohischen Gebieten bildete man die Oberämter Neuenstein und Nitzenhausen, deren Amtssitz am 1. November 1809 nach Öhringen bzw. Ingelfingen verlegt wurde. Nachdem bereits 1809 einige Grenzverschiebungen zwischen diesen drei Ämtern erfolgt waren, wurde das Oberamt Schöntal 1810 aufgelöst und die Gemeinden auf die umliegenden Bezirke verteilt. Am 6. Juli 1811 wurde der Oberamtssitz von Ingelfingen nach Künzelsau verlegt. Die bislang zum Oberamt Ingelfingen gehörenden Unterämter Bartenstein und Langenburg kamen zum Oberamt Gerabronn.
Nachbarn des von 1818 bis 1924 dem Jagstkreis zugeordneten Bezirks waren die württembergischen Oberämter Mergentheim, Gerabronn, Hall, Öhringen, Neckarsulm sowie das Großherzogtum Baden.

### Ehemalige Herrschaften
1813, nach Abschluss der Gebietsreform, setzte sich der Bezirk aus Bestandteilen zusammen, die im Jahr 1800 zu folgenden Herrschaften gehört hatten:
- Kurmainz
  - Amt Krautheim: Altkrautheim, Eberstal, Marlach, Ober- und Unterginsbach, Sindeldorf;
  - Amt Nagelsberg: Nagelsberg und Anteil an der Ganerbschaft Künzelsau.
- Hochstift Würzburg
  - Amt Jagstberg: Amrichshausen, Jagstberg, Mulfingen, Simprechtshausen, Zaisenhausen, Anteil an Künzelsau;
  - Amt Braunsbach: Braunsbach mit Schaalhof;
  - Ritterstift Comburg: Anteil an Künzelsau.
- Deutscher Orden, Tauberoberamt
  - Amt Nitzenhausen: Ailringen, Nitzenhausen, Teile von Berndshausen, Eberbach und Heimhausen.
- Kloster Schöntal: Schöntal, Aschhausen, Bieringen mit Weltersberg, Diebach, Oberkessach mit Hopfengarten und Weigental, Westernhausen, halb Berlichingen, sowie die Höfe Büschelhof, Eichelshof, Halberg, Halsberg, Muthof, Neuhof, Neusaß, Sershof, Schleierhof und Spitzenhof.
- Hohenlohe-Öhringen
  - Amt Künzelsau: Anteil an Künzelsau, Büttelbronn, Ohrenbach, Steinbach, Wolfselden;
  - Amt Hohebach: Hohebach, Hollenbach, Dörrenzimmern;
  - Amt Forchtenberg: Niedernhall.
- Hohenlohe-Kirchberg
  - Amt Döttingen: Döttingen, Steinkirchen, Tierberg.
- Hohenlohe-Ingelfingen
  - Amt Ingelfingen: Ingelfingen, Criesbach, Crispenhofen, Hermuthausen;
  - Salinenamt Weißbach.
- Hohenlohe-Langenburg
  - Amt Langenburg: Belsenberg, Jungholzhausen, Anteil an Eberbach und Heimhausen.
- Hermersberg war gemeinsamer Besitz der Hauptlinie Hohenlohe-Neuenstein.
- Hohenlohe-Bartenstein: Ettenhausen.
- Reichsritterschaft
 Beim Kanton Odenwald der fränkischen Ritterschaft waren immatrikuliert:
  - halb Berlichingen (Freiherren von Berlichingen),
  - Dörzbach und Albertshof (Freiherren von Eyb),
  - Laibach (Freiherren von Racknitz),
  - Herrschaft Kocherstetten mit Berndshofen, Buchenbach, Laßbach, Morsbach, Sonnhofen, Zottishofen sowie Anteilen an Eberbach und Heimhausen (Freiherren von Stetten).
- Außerhalb des ritterschaftlichen Verbands stand Garnberg (Forstner von Dambenoy).

## Gemeinden

### Einwohnerzahlen 1880
Folgende Gemeinden waren 1883 dem Oberamt Künzelsau unterstellt:
| Nr. | frühere Gemeinde | Einwohnerzahl 1880 | Einwohnerzahl 1880 | Einwohnerzahl 1880 | heutige Gemeinde |
| --- | ---------------- | ------------------ | ------------------ | ------------------ | ---------------- |
| Nr. | frühere Gemeinde | evangelisch        | katholisch         | Israel.            | heutige Gemeinde |
| 1   | Künzelsau        | 142 sonst. 28      | 2573               | 119                | Künzelsau        |
| 2   | Ailringen        | 48                 | 658                | 1                  | Mulfingen        |
| 3   | Altkrautheim     | 1                  | 357                | –                  | Krautheim        |
| 4   | Amrichshausen    | 21                 | 243                | –                  | Künzelsau        |
| 5   | Aschhausen       | 15 sonst. 7        | 279                | –                  | Schöntal         |
| 6   | Belsenberg       | 477                | 8                  | –                  | Künzelsau        |
| 7   | Berlichingen     | 58                 | 1004               | 129                | Schöntal         |
| 8   | Bieringen        | 22                 | 923                | 16                 | Schöntal         |
| 9   | Braunsbach       | 567                | 210                | 145                | Braunsbach       |
| 10  | Buchenbach       | 856 sonst. 5       | 33                 | 2                  | Mulfingen        |
| 11  | Criesbach        | 480                | 1                  | –                  | Ingelfingen      |
| 12  | Crispenhofen     | 435 sonst. 9       | 1                  |                    | Weißbach         |
| 13  | Diebach          | –                  | 183                | –                  | Ingelfingen      |
| 14  | Dörrenzimmern    | 715                | 10                 | 1                  | Ingelfingen      |
| 15  | Dörzbach         | 1157               | 75                 | 17                 | Dörzbach         |
| 16  | Döttingen        | 428                | 6                  | –                  | Braunsbach       |
| 17  | Eberbach         | 387                | 24                 | –                  | Mulfingen        |
| 18  | Ebersthal        | 1                  | 408                | –                  | Ingelfingen      |
| 19  | Ettenhausen      | 471                | 95                 | –                  | Schrozberg       |
| 20  | Garnberg         | 287                | 7                  | –                  | Künzelsau        |
| 21  | Hermuthausen     | 326                | 2                  | –                  | Ingelfingen      |
| 22  | Hohebach         | 847                | –                  | 120                | Dörzbach         |
| 23  | Hollenbach       | 674                | 6                  | 38                 | Mulfingen        |
| 24  | Ingelfingen      | 1417               | 30                 | –                  | Ingelfingen      |
| 25  | Jagstberg        | 16                 | 557                | –                  | Mulfingen        |
| 26  | Jungholzhausen   | 456                | 9                  | –                  | Dörzbach         |
| 27  | Kocherstetten    | 677                | 4                  | –                  | Künzelsau        |
| 28  | Laibach          | 9 sonst. 11        | 228                | –                  | Dörzbach         |
| 29  | Laßbach          | 425                | 10                 | –                  | Künzelsau        |
| 30  | Marlach          | 7                  | 600                | 5                  | Schöntal         |
| 31  | Meßbach          | 71                 | 164                | –                  | Dörzbach         |
| 32  | Morsbach         | 393                | 5                  | –                  | Künzelsau        |
| 33  | Mulfingen        | 21                 | 1002               | 3                  | Mulfingen        |
| 34  | Muthof           | 42                 | 314                | –                  | Forchtenberg     |
| 35  | Nagelsberg       | 7                  | 398                | 65                 | Künzelsau        |
| 36  | Niedernhall      | 1472               | 22                 | –                  | Niedernhall      |
| 37  | Nitzenhausen     | 289                | 16                 | –                  | Künzelsau        |
| 38  | Ober-Ginsbach    | –                  | 335                | –                  | Krautheim        |
| 39  | Ober-Kessach     | 8                  | 1158               | –                  | Schöntal         |
| 40  | Schönthal        | 260 sonst. 18      | 151                | –                  | Schöntal         |
| 41  | Simprechtshausen | 2                  | 376                | –                  | Mulfingen        |
| 42  | Sindeldorf       | 5                  | 392                | 1                  | Schöntal         |
| 43  | Steinbach        | 320                | 25                 | –                  | Künzelsau        |
| 44  | Steinkirchen     | 422                | 2                  | –                  | Dörzbach         |
| 45  | Unter-Ginsbach   | –                  | 253                | –                  | Krautheim        |
| 46  | Weißbach         | 344                | 22                 | –                  | Weißbach         |
| 47  | Weldingsfelden   | 156                | 145                | –                  | Ingelfingen      |
| 48  | Westernhausen    | 5                  | 753                | –                  | Schöntal         |
| 49  | Zaisenhausen     | 11                 | 395                | –                  | Mulfingen        |
|     | Summe            | 14.930 sonst. 78   | 14.767             | 687                |                  |

### Änderungen im Gemeindebestand seit 1813

Gemeinden und Markungen um 1860

Nachdem die Verfassung von 1819 die Grundlage für die kommunale Selbstverwaltung bereitet hatte, erlangten Eberbach, Nitzenhausen, Simprechtshausen und Zaisenhausen die Eigenständigkeit.
1826 wurde Steinbach, das bis 1824 zu Hermuthausen, dann zu Künzelsau gehört hatte, zur selbständigen Gemeinde erhoben.
1828 wurde Weldingsfelden von Hermuthausen getrennt und zur selbständigen Gemeinde erhoben, ebenso Aschhausen, das zuvor zu Oberkessach gehört hatte. Auch Jungholzhausen, bislang Teil der Gemeinde Döttingen, erlangte die Eigenständigkeit. Umgemeindet wurden Halberg von Niedernhall nach Diebach sowie Eichels- und Spitzenhof von Berlichingen nach Westernhausen.
1829 wurde Meßbach, das bis 1827 zu Oberginsbach, dann zu Dörzbach gehört hatte, zur selbständigen Gemeinde erhoben. Um 1830 löste sich Garnberg von der Gemeinde Amrichshausen.
1834 entstand die neue Gemeinde Muthof aus Büschelhof, Eichelshof, Muthof, Schleierhof und Spitzenhof, die zuvor zur Gemeinde Westernhausen gehört hatten.
1837 wurde Criesbach von Ingelfingen getrennt und zur selbständigen Gemeinde erhoben.
1849 wurde Halberg von Diebach nach Crispenhofen umgemeindet.
1851 wurde Zottishofen, das bis etwa 1825 zu Steinkirchen, dann zu Laßbach gehört hatte, nach Jungholzhausen umgemeindet. Im selben Jahr wurde Schöntal, zunächst als Staatsdomäne außerhalb des Gemeindeverbands stehend, dann vorübergehend der Gemeinde Bieringen zugeteilt, zur eigenständigen Gemeinde erhoben.
1855 wurde Rossach von Olnhausen (Oberamt Neckarsulm) nach Schöntal umgemeindet.
1859 wurde der Rodachshof von Ingelfingen nach Belsenberg umgemeindet.
1877 wurde der Dörrhof von Döttingen nach Jungholzhausen umgemeindet.
1888 wurden Eichels- und Spitzenhof von Muthof nach Schöntal umgemeindet.
1912 wurde Garnberg nach Künzelsau eingemeindet.
1937 wurde Nagelsberg nach Künzelsau eingemeindet.

## Amtsvorsteher
- 1809–1811: Joseph Christian Schliz
- 1811–1828: Ludwig Gottfried Hammer
- 1828–1830: Karl Ludwig Baur (Amtsverweser)
- 1830–1832: Gottlieb Friedrich Stump
- 1832–1836: Immanuel Ferdinand Weihenmaier
- 1837–1843: Johann Jakob Wolfer
- 1843–1845: Emil Walther
- 1846–1863: Franz Schöpfer
- 1864–1871: Hermann Carl Baumann
- 1871–1882: Gustav Ludwig Klaiber
- 1882–1889: Otto Schwend
- 1889–1893: Robert Entress
- 1893–1896: Eduard Vöhringer
- 1896–1902: Josef Ehrhart
- 1902–1907: Karl Eisele
- 1908–1910: Hugo Schäffer
- 1910–1917: Julius Gös
- 1918–1926: Karl Gutekunst
- 1926–1929: Gottlob Haug
- 1929–1936: Albert Bothner
- 1936–1939: Gustav Stierle